# Паршуков, Владимир Александрович
Владимир Александрович Паршуков (4 августа 1946, Усть-Куломский район, Коми АССР — 16 декабря 2001, Сыктывкар) — советский борец вольного стиля, чемпион и призёр чемпионатов СССР, чемпион Европы, обладатель Кубков СССР и мира, Заслуженный мастер спорта СССР (1991). Заслуженный работник науки и культуры Коми АССР.

## Биография
Родился в селе Мыёлдино Усть-Куломского района Коми АССР. В 1963 году окончил школу, а в 1965 году — Выльгортский сельскохозяйственный техникум. В 1965 году во время службы в армии выиграл первенство авиации Черноморского флота. В 1967 году стал чемпионом Украины и выполнил норматив мастера спорта СССР. В 1968 году вошёл в состав сборной команды СССР и начал тренироваться у А. М. Дякина. В 1975—1979 годах был членом сборной команды страны. В 1979 году оставил большой спорт. Был вице-президентом федерации спортивной борьбы Республики Коми.

## Спортивные результаты
- Вольная борьба на летней Спартакиаде народов СССР 1971 года — ;
- Чемпионат СССР по вольной борьбе 1971 года — ;
- Чемпионат СССР по вольной борьбе 1972 года — ;
- Чемпионат СССР по вольной борьбе 1973 года — ;
- Чемпионат СССР по вольной борьбе 1974 года — ;
- Чемпионат СССР по вольной борьбе 1976 года — ;
- Чемпионат СССР по вольной борьбе 1979 года — ;
- Абсолютный чемпионат СССР по вольной борьбе 1974 года — ;
- Абсолютный чемпионат СССР по вольной борьбе 1980 года — [2].

## Память
В республике Коми проводится мемориал памяти Владимира Паршукова.